# Челан, Николай Семёнович
Николай Семёнович Челан (1928, Бельцы, Бессарабское губернаторство, Румыния — неизвестно, Бельцы) — бригадир рабочих мясожирового производства Бельцкого птицемясокомбината Министерства мясной и молочной промышленности Молдавской ССР. Герой Социалистического Труда (1966). Депутат Верховного Совета СССР 7-го созыва.

## Биография
Родился в 1928 году в городе Бельцы Бессарабского губернаторства Румынии. С 1945 года — рабочий на Бельцком мясокомбинате (позднее — Бельцкий птицемясокомбинат). В 1953 году назначен бригадиром на этом же производстве. Член КПСС.
Эффективно руководил бригадой, которая ежегодно показывала высокие трудовые результаты. В течение 1963—1965 годов было выработано сверхплановой продукции на 6 тысяч рублей, выпустив дополнительно 16 тонн колбасной продукции. За счёт повышения сортности себестоимость продукции снизилась на 2 тысячи рублей. Занимался рационализаторской деятельностью. Внёс около десяти рационализаторских предложений. По его инициативе были переоборудованы механический стол для разделки мясного материала и линия по обработке кишечного сырья, Воспитал нескольких молодых рабочих.
Бригада под его руководством досрочно выполнила коллективное социалистическое обязательство и плановые задания Семилетки (1959—1965). Указом Президиума Верховного Совета СССР от 14 июня 1966 года удостоен звания Героя Социалистического Труда за «особые заслуги в выполнении семилетнего плана и достижение высоких технико-экономических показателей по производству мясных и молочных продуктов» с вручением ордена Ленина и золотой медали «Серп и Молот» (№ 13896).
Избирался депутатом Верховного Совета СССР 7-го созыва (1966—1970), Бельцкого городского Совета депутатов трудящихся 17-го созыва, членом Бельцкого райкома партии, делегатом XIV съезда Компартии Молдавии.
В последующем был назначен мастером участка. Трудился на Бельцом птицемясокомбинате до выхода на пенсию. С 1984 года — персональный пенсионер союзного значения. Проживал в Бельцах. Дата смерти не установлена.